# Soledad O’Brien

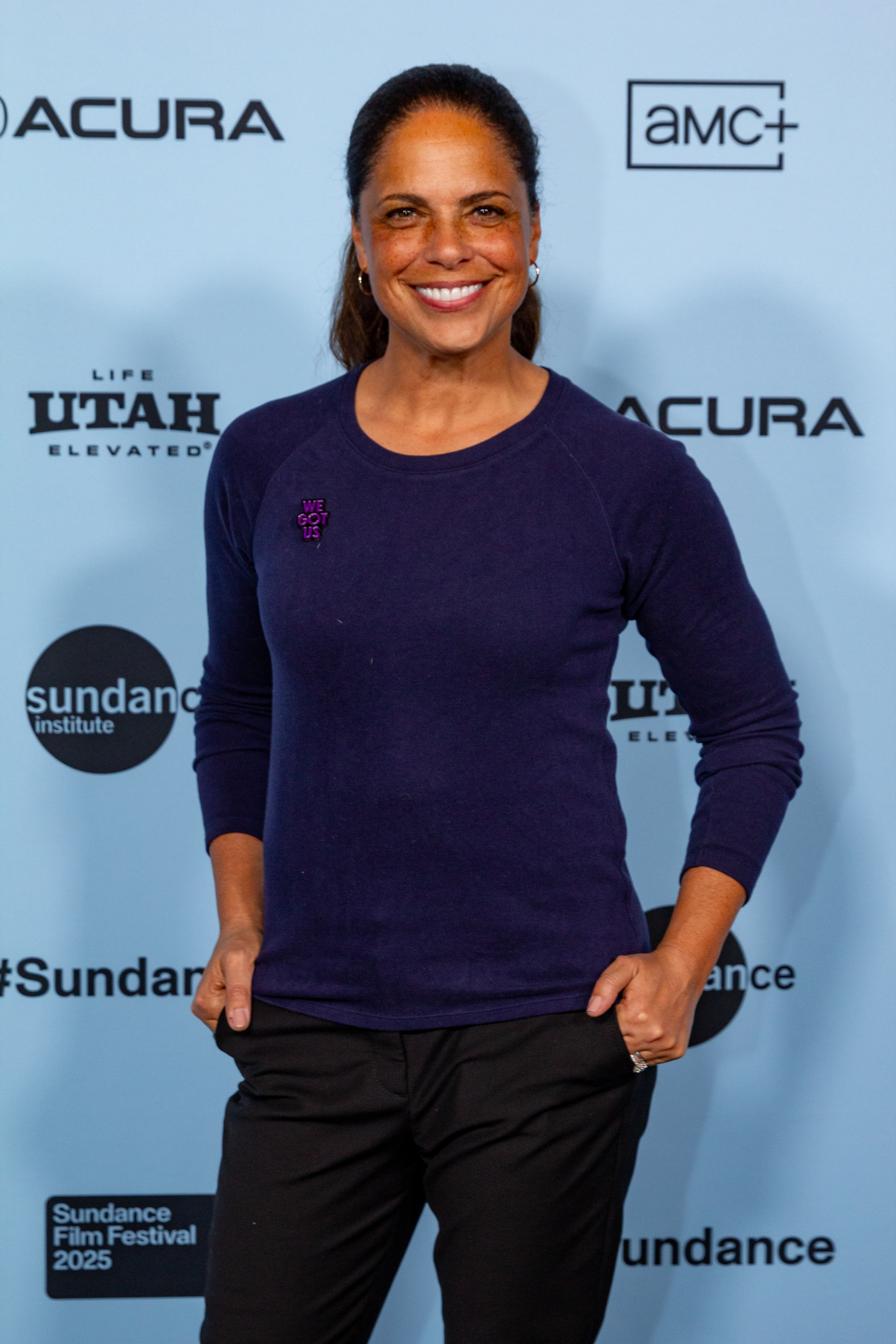
Soledad O’Brien (2025)

Soledad O’Brien (* 19. September 1966 in St. James, New York) ist eine US-amerikanische Journalistin. Von Januar 2012 bis Februar 2013 moderierte sie die CNN-Morgensendung Starting Point. Zuvor hatte sie gemeinsam mit dem nicht verwandten Miles O’Brien von 2003 bis 2007 American Morning moderiert.
In der 2016 erschienenen Comicverfilmung Batman v Superman: Dawn of Justice von Zack Snyder hat sie einen Cameo-Auftritt, in dem sie sich selbst spielt.

## Preise und Auszeichnungen
- Für die Discovery-Channel-Sendung The Know Zone gewann sie einen Emmy.
- 2007 erhielt sie den President’s Award der National Association for the Advancement of Colored People.
- Die Johns Hopkins Bloomberg School of Public Health der Johns Hopkins University verlieh ihr 2008 den Goodermote Humanitarian Award.
- 2006 war sie Teil der Newsweek-Titelgeschichte „15 People Who Make America Great“.
- Die Morehouse School of Medicine verleiht seit 2008 den Soledad O’Brien Freedom’s Voice Award.[1]